# Grote Moskee van Algiers
De Grote Moskee van Algiers is een moskee in Algiers, de hoofdstad van Algerije. De moskee werd gebouwd in 1097 tijdens de heerschappij van de Berberse Almoraviden en bevindt zich in de Kasba van Algiers.
De moskee is de oudste moskee in de stad en is tevens één van de oudste moskeeën van het land.